# Temple Xingjiao
Le temple Xingjiao (en mandarin simplifié : 兴教寺; en Pinyin :Xīngjiào Sì) est un temple bouddhiste situé à Xi'an dans la province de Shaanxi en République populaire de Chine. Il a été fondé en 669 sous le règne de l'empereur Gaozong pour abriter les ossements de Xuanzang.
Le temple a été détruit par un incendie pendant le règne de l'empereur Qing Tongzhi (1856-1875) et a été reconstruit par la première République chinoise. Cependant, la pagode du temple a été épargnée par l'incendie et date de la dynastie Tang.
En 2007 le site a été choisi pour postuler, à côté de 8 autres sites liés à la Route de la Soie, à l'inscription au Patrimoine Mondial de l'Humanité de l'UNESCO. En 2012 les autorités locales ont annoncé que l'inscription nécessitait la démolition des bâtiments du monastère, à l'exception de la pagode. Le but est de remplacer le monastère par un complexe touristique "pittoresque" comprenant des jardins bouddhistes, des temples, un espace culturel et un espace de détente. Les discussions sont en cours, si le projet est validé les travaux doivent commencer avant le 30 mai 2013.